# تورووکا نوا
تورووکا نوا (به لاتین: Turówka Nowa) یک منطقهٔ مسکونی در لهستان است که در Gmina Suwałki واقع شده‌است.